# Casa de Velasco (Santiago de Chile)
La Casa de Velasco es un edificio histórico situado en pleno centro de Santiago de Chile, en la esquina norte de la intersección de las calles Santo Domingo y Mac-Iver. Se trata de una casa construida en 1730, de estilo colonial, que dispone de tres patios y dos pisos.

## Historia
En 1556, el Cabildo de Santiago le entrega el terreno donde hoy se levanta dicha estructura al conquistador Esteban Hernández. Con los años el inmueble cambia de propietarios y hacia 1730 Juan de Abaitúa expande la casa mediante la construcción de un caserón de adobe y tejas. A comienzos del siglo XIX, José Antonio Rodríguez Aldea realiza otras modificaciones y, uno de sus últimos propietarios, José María Velasco sería quien le heredaría el nombre a la construcción, ya que sus hijos transformarían dicha casa en un hito cultural de Santiago de Chile. Los Velasco no tuvieron hijos y hacia 1928, el primer patio de la casa fue comprado por la Compañía Chilena de Electricidad, empresa que encargaría al arquitecto Víctor Heal la restauración y remodelación del recinto, agregándole el balcón a lo largo de la fachada.
En 1981, según decreto 6006 del Ministerio de Educación Pública de Chile, la casa de los Velasco fue declarada Monumento Histórico. La casa quedó afectada por el terremoto de 1985 y fue tomada en comodato en 1990 por el senador Gabriel Valdés, quien contrató a los arquitectos Juan Echeñique y José Cruz Ovalle para su recuperación integral. El Senado de Chile la ocupó para su presidencia hasta 2001, año en que fue cedida como sede del Tribunal Constitucional, que la ocupó hasta 2012.

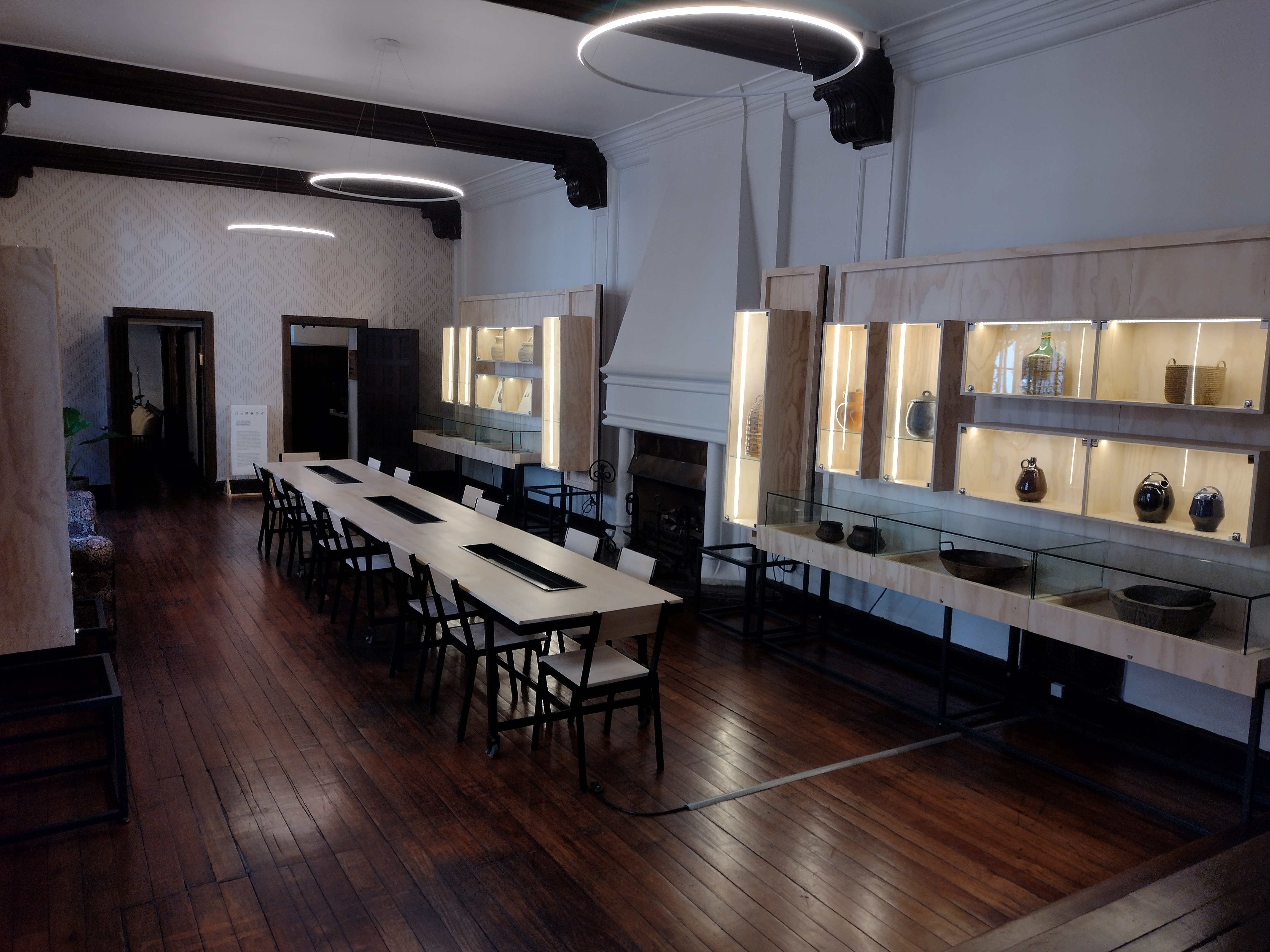
Sala de la Casa Museo Artesanías de Chile.

El 20 de diciembre de 2016 el gobierno de Chile, en la figura del Ministerio de Educación, mediante decreto 363 fijó los límites de dicho inmueble histórico para así ayudar a su conservación ante la expansión de nuevas construcciones en el casco central de Santiago de Chile.
Desde marzo de 2019 la casa alberga la sede de la Fundación Artesanías de Chile, dependiente de la Presidencia de la República. En marzo de 2022 abrió sus puertas la «Casa Museo Artesanías de Chile» en la Casa de Velasco, a cargo de la fundación y que está destinada a difundir la colección patrimonial de la organización y presentar las obras de artesanos nacionales.